# 서울의 연인
《서울의 연인》은 1973년에 개봉한 대한민국의 영화이다.

## 캐스팅
- 신일룡 : 유훈 역
- 진도희 : 제인 역
- 박근형
- 이영옥
- 박암
- 이경희
- 조숙자
- 복혜숙
- 김웅
- 이예성
- 김수천
- 최연수
- 남궁원 (우정출연)